# Frannach
Frannach est une ancienne commune autrichienne du district de Südoststeiermark en Styrie qui a été rattachée à la commune de Pirching am Traubenberg le 1er janvier 2015.